# 罗夫莱迪略德莫埃尔南多
罗夫莱迪略德莫埃尔南多，是西班牙卡斯蒂利亚-拉曼恰瓜达拉哈拉省的一个市镇。总面积30平方公里，总人口151人（2001年），人口密度5人/平方公里。